# Furbaz
I Furbaz sono un gruppo musicale svizzero, noto per la sua partecipazione all'Eurovision Song Contest 1989.
Il gruppo fu fondato nel 1983 a Disentis, nel Canton Grigioni. I Furbaz sono noti per interpretare brani Schlager in Lingua romancia.
A partire dal 1987, il gruppo tentò tre volte di partecipare all'Eurovision Song Contest in rappresentanza del loro paese. Nel 1989 il gruppo si qualificò per il concorso europeo, che si teneva quell'anno proprio in Svizzera, a Losanna, dal momento che l'anno prima Céline Dion, vinse l'Eurofestival in rappresentanza proprio della Svizzera.
La loro canzone Viver senza tei (it.: Vivere senza di te), di genere Schlager, si classificò 13ª su 22 posti. Viver senza tei resta ad oggi l'unico brano cantato in retoromanzo ad essere stato interpretato all'Eurofestival.
Dopo una lunga pausa negli anni Novanta, la band si riunì nel 2004 e pubblicò un album di canzoni natalizie. I Furbaz si specializzarono in musica natalizia, e pubblicarono altri due album di questo genere.

## Membri
- Marie Louise Werth (voce, piano)
- Guisep Quinter (voce)
- Ursin Defuns (voce)
- Gion Defuns (voce)

## Sito web
- Homepage, su furbaz.ch.